# 潔奎琳·博耶
潔奎琳·博耶（Jacqueline Boyer，法語發音：[ʒaklin bwaje]，1941年4月23日—，本名埃利安·杜科斯（Eliane Ducos）），法國女歌手和演員。她是雅克·皮爾斯和盧西安·博耶的女兒。1960年，她憑藉由安德烈·波普作曲、皮埃爾·庫爾填詞的《湯姆·皮利比》為法國贏得了歐洲歌唱大賽冠軍。她以18歲零341日之齡成為首位贏得該賽事的青少年，她亦是1964年度的比賽前最年輕的優勝者。

## 外部連結

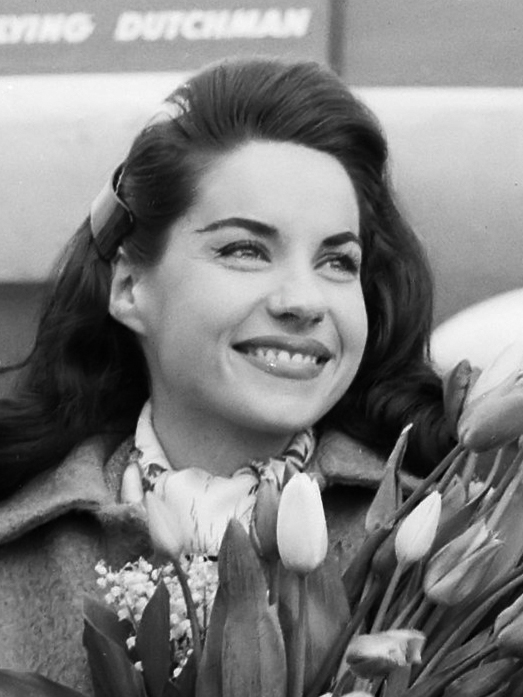

- Jacqueline Boyer在互联网电影资料库（IMDb）上的資料（英文）
- Tom Pillibi – lyrics and translation （页面存档备份，存于）